# Zenith (Uhrenmanufaktur)

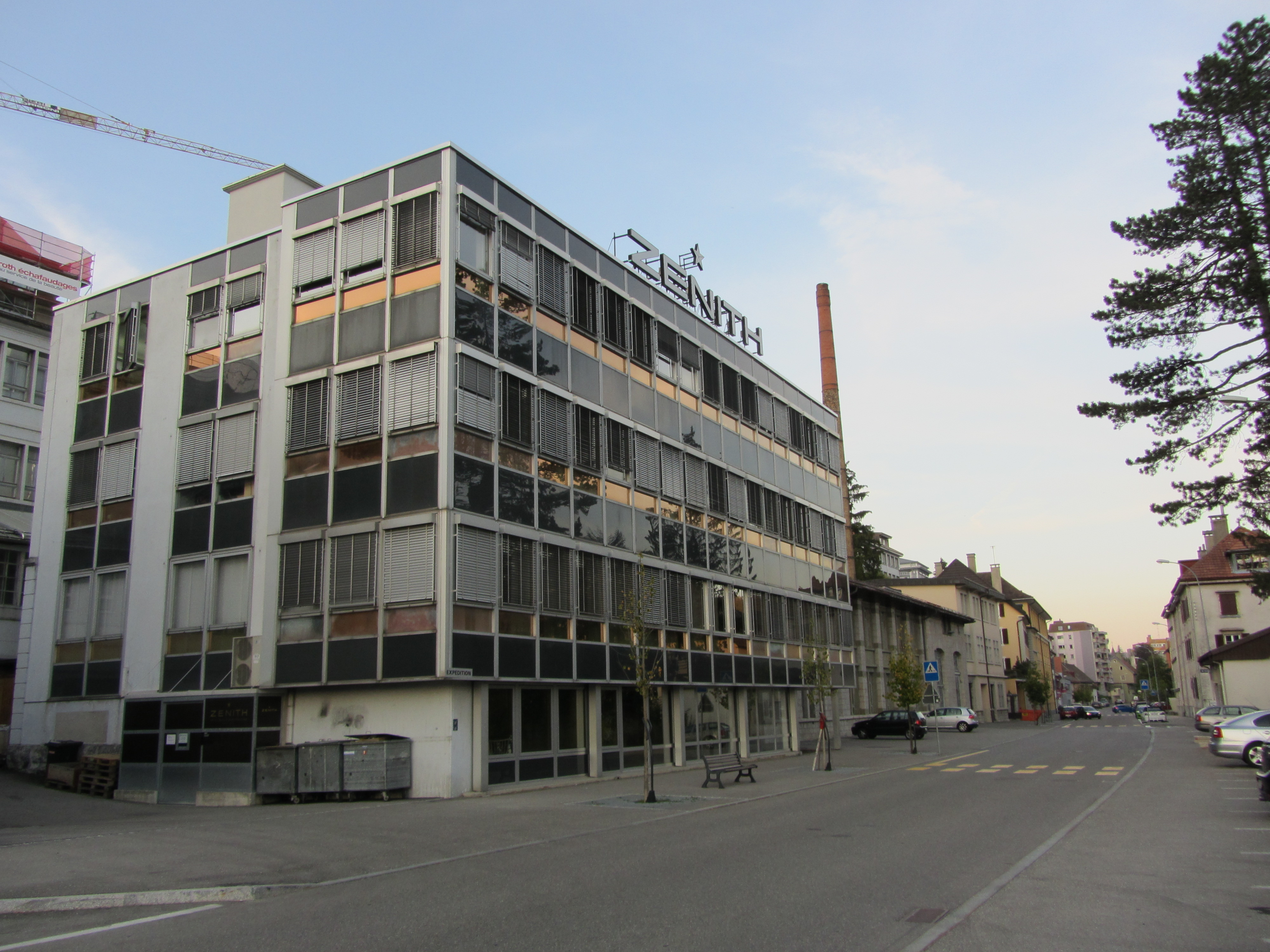
Manufaktur in Le Locle

Die Uhrenmanufaktur Zenith International in Le Locle wurde im Jahr 1865 auf Initiative von Georges Favre-Jacot in der Schweiz als „Fabrique des Billodes“ gegründet.

## Geschichte
1901 hatte das Unternehmen Billodes bereits über 600 Beschäftigte und eine Jahresproduktion von mehr als 100'000 Uhren. Im Jahr 1911 wurde es mit der seit 1897 bestehenden Marke Zenith in eine Aktiengesellschaft mit Namen „Fabrique des Montres Zenith“ umgewandelt. Der Name Zenith geht auf folgende Begebenheit zurück: Eines Abends vollendete Firmengründer Georges Favre-Jacot (1843–1917) ein Uhrwerk, das ihm besser zu sein schien als alle bisherigen. Als er kurz darauf in die sternenklare Nacht hinaus trat und seinen Blick zum Himmel richtete, erschien ihm die Himmelsmechanik wie das Spiel der Räder und Zapfen eines Uhrwerks und er beschloss, sein neues Uhrwerk und auch seine Manufaktur nach dem höchsten Punkt des Universums zu benennen: Zenith. Ausserdem wählte er, passend zum Namen, einen fünfzackigen Stern als Unternehmenslogo. Favre-Jacot war daneben auch Steinbruch-, Ziegelei- und Landwirtschaftsunternehmer sowie Stadtpolitiker.
Gegen Ende der 1960er Jahre arbeiteten Zenith und die seit 1924 in den USA wirkende Uhrenagentur Movado (Esperanto; deutsch: „immer in Bewegung“) in Le Locle zusammen, deren Firmensitz 1971 nach Le Locle verlegt wurde.
Am 10. Januar des Jahres 1969 stellte Zenith das nach zwei Jahren Arbeit entwickelte erste automatische Chronographenwerk El Primero mit 36000 Halbschwingungen pro Stunde vor und gewann damit das prestigeträchtige Wettrennen mit den Unternehmen Breitling und Hamilton-Büren.
Das „El Primero“ gilt heute als das bekannteste Werk seiner Klasse; es ist den vergleichbaren Werken Lemania 5100 und Valjoux 7750 von ETA aufgrund seiner hohen Schwingungszahl von 36'000 Halbschwingungen pro Stunde (entsprechen 5 Hz, üblich sind 21600 und 28800 Halbschwingungen pro Stunde, also 3 oder 4 Hz) und seiner hohen Fertigungsqualität überlegen.
1994 wurde das extraflache Automatikwerk Elite vorgestellt. Zenith gehört seit 1999 zusammen mit der Luxusmarke TAG Heuer zum französischen Luxusgüter-Hersteller Moët Hennessy Louis Vuitton S. A. (LVMH). Bis zum Verkauf des Unternehmens 1999 war Zenith Teil der Schweizer Industriegruppe Dixi Holding Le Locle. Dixi hatte Zenith 1978 übernommen.